# 줄납자루
줄납자루(Acheilognathus yamatsutae, 문화어: 줄납주레기)는 잉어과에 속하는 민물고기이다.
몸은 유선형으로 매우 납작하다. 머리는 크지 않고 입은 작다. 입가에 한 쌍의 수염이 있다. 몸길이는 암컷12cm, 수컷16cm 정도이지만, 몸높이나 등, 뒷지느러미는 모두 암컷이 길다. 등은 암갈색이고 배는 희다. 수초가 우거진 하천의 비교적 깊은 곳에서 살며, 산란기는 4~6월로 다른 납자루속의 종들과 마찬가지로 조개의 몸안에 산란한다. 줄납자루는 서로 흩어져 지내다가 산란의 성기인 5월의 되면 조개를 중심으로 하나 둘씩 모인다. 이들이 선호하는 조개는 말조개, 작은 말조개, 두드럭조개 순이다. 암컷은 항문 뒤에서 회색의 산란관을 늘어뜨리고, 수컷은 조개를 맡기 위해서 치열한 세력권 싸움도 불사한다. 어느 정도 시간이 흘러 주변이 정리되면, 조개의 촉수구멍에 암컷이 산란관을 늘여 방한을 시작하고, 그 위에 수컷이 방정을 한다. 암컷은 보통 4번에서 6번에 걸쳐 한번에 10~60여개의 알을 낳는다. 수컷은 산란 후 조개를 떠나지 않고 다른 수컷이 접근하지 못하도록 계속 경계하며 주위를 부산하게 순찰한다. 혼인색을 띤 수컷이 푸른 띠가 햇살을 받게 되면 더욱 빛을 발한다. 동해안으로 흐르는 하천, 섬진강을 제외한 대한민국 전 하천에 서식하며 식성은 잡식성이다.

## 참고 문헌
- 《한국의 민물고기》, 문학사계사, 자연과 함께하는 사람들 편찬, 2012.